# 贵州卫视
贵州卫视，正式名称贵州广播电视台新闻综合频道，是中华人民共和国贵州广播电视台所拥有的一条电视频道，前身是创立于1968年的贵阳电视实验台，于1996年1月1日单独上星，面向中国大陆全境播出。

## 历史沿革
1989年10月，贵州电视台第一套节目透过卫星转发器传送到中国各地，1996年8月1日，贵州电视台租用一个卫星转发器，其电视节目由此每天上星播出。

## 经典栏目

### 新闻资讯栏目
- 《贵州新闻联播》
- 《百姓关注》
- 《午间道》
- 《中国农民工》
- 《论道》
- 《人生》
- 《现场》
- 《股市先锋》
- 《真相》
- 《安全密码》

### 综艺娱乐栏目
- 《光阴故事》
- 《开心帮》
- 《最爱是中华》
- 《男婚女嫁》
- 《天天健康》
- 《音乐战国》
- 《亮剑》
- 《婆婆吉祥》
- 《郎才女貌》
- 《最强喜事》
- 《古寨传奇》
- 《非常完美》

### 大型比赛活动
- 《百万智多星》，公益性益智活动，引进英国电视节目《百万富翁》
- 《舞艺超群》，全国舞蹈新秀选拔大赛，隔3年举办一次，2009年开始至今办2届
- 《多彩贵州》歌唱大赛，全国歌唱贵州新秀选拔大赛，隔3年举办一次，2005年至今举办了4届
- 《多彩贵州》旅游形象大使大赛，甄选贵州籍新秀当形象大使，隔3年举办一次，2006年至今举办了3届
- 《唱出爱火花》，全国歌唱新秀选拔大赛，2013年开始举办
- 《为中国歌唱》，年度大型音乐演唱会